# 薩克斯第五大道

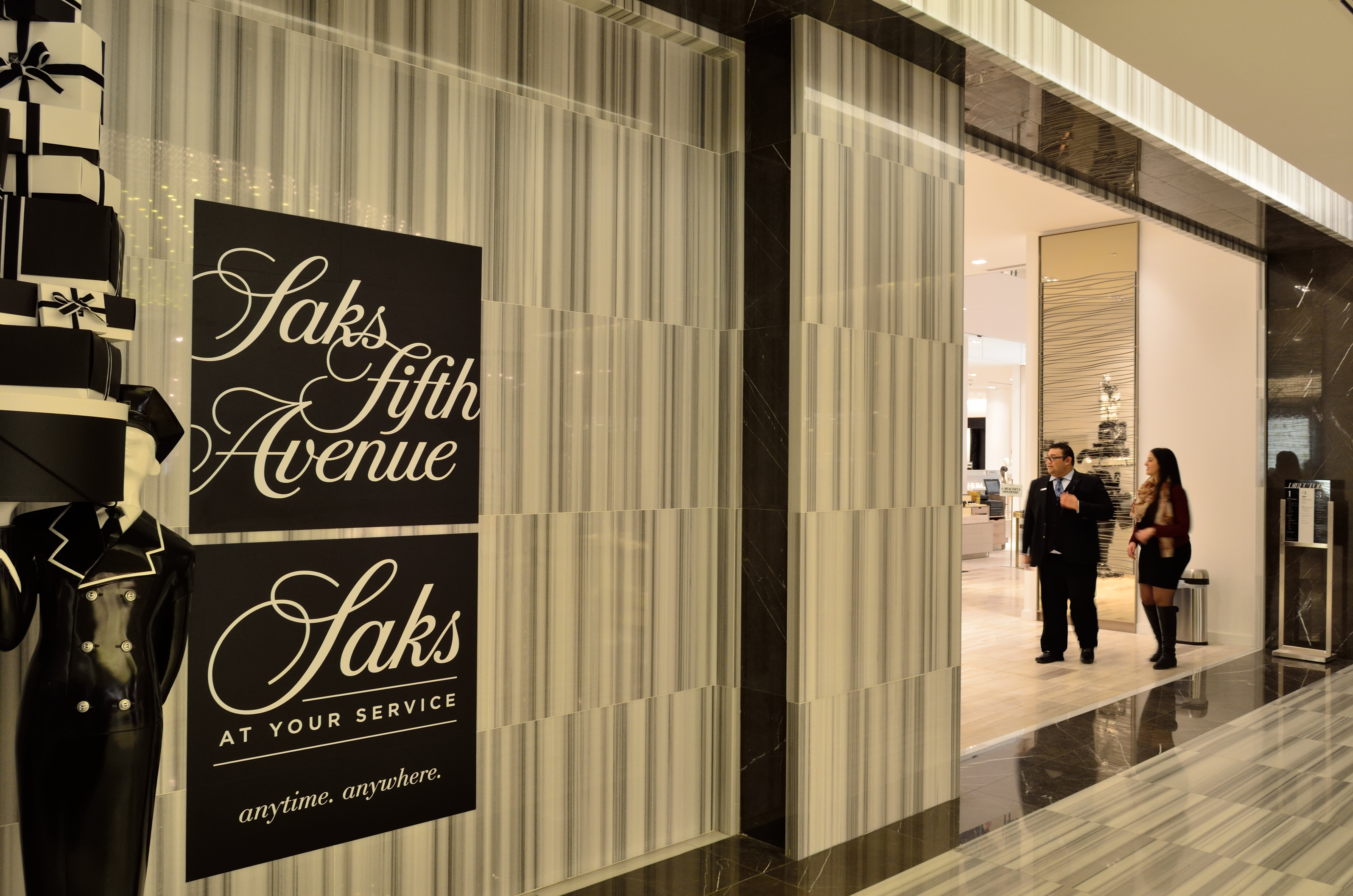
薩克斯第五大道

薩克斯第五大道（Saks Fifth Avenue）是一家美國奢侈品連鎖百貨公司，總部位於紐約市曼哈頓中城。其創始人是安德魯·薩克斯，這名商人在1867年開始在紐約經營公司相關業務，1902年建立Saks & Company。2013年7月29日，其主要競爭對手之一羅德與泰勒的母公司哈德遜灣公司宣佈預計將以29億美元的價格收購薩克斯第五大道。

## 外部連結
- Saks Fifth Avenue （页面存档备份，存于） Official website
- Megamart Official website